# Alpes-Maritimes
Alpes-Maritimes (IPA: [ˌalpmaʁiˈtim]; okcitánul: Aups Maritims) a 83 eredeti département egyike, amelyeket a francia forradalom alatt 1790. március 4-én hoztak létre.

## Fekvése
Franciaország déli részén, Provence-Alpes-Côte d’Azur régiójában található megyét északról és keletről Olaszország, délről a Földközi-tenger és Monaco, nyugatról Var, valamint Alpes-de-Haute-Provence megyék határolják.

## Települések
A megye legnagyobb városai a 2011-es népszámlálás alapján:
| Település             | Népesség |
| --------------------- | -------- |
| Nizza                 | 344 064  |
| Antibes               | 75 176   |
| Cannes                | 72 607   |
| Grasse                | 51 036   |
| Cagnes-sur-Mer        | 47 141   |
| Le Cannet             | 42 320   |
| Vallauris             | 28 252   |
| Saint-Laurent-du-Var  | 29 963   |
| Menton                | 28 926   |
| Mandelieu-la-Napoule  | 22 203   |
| Mougins               | 18 917   |
| Vence                 | 19 281   |
| Villeneuve-Loubet     | 15 020   |
| Beausoleil            | 13 515   |
| Roquebrune-Cap-Martin | 12 450   |
| Valbonne              | 12 275   |
| Carros                | 11 508   |
| Mouans-Sartoux        | 10 198   |

## Galéria

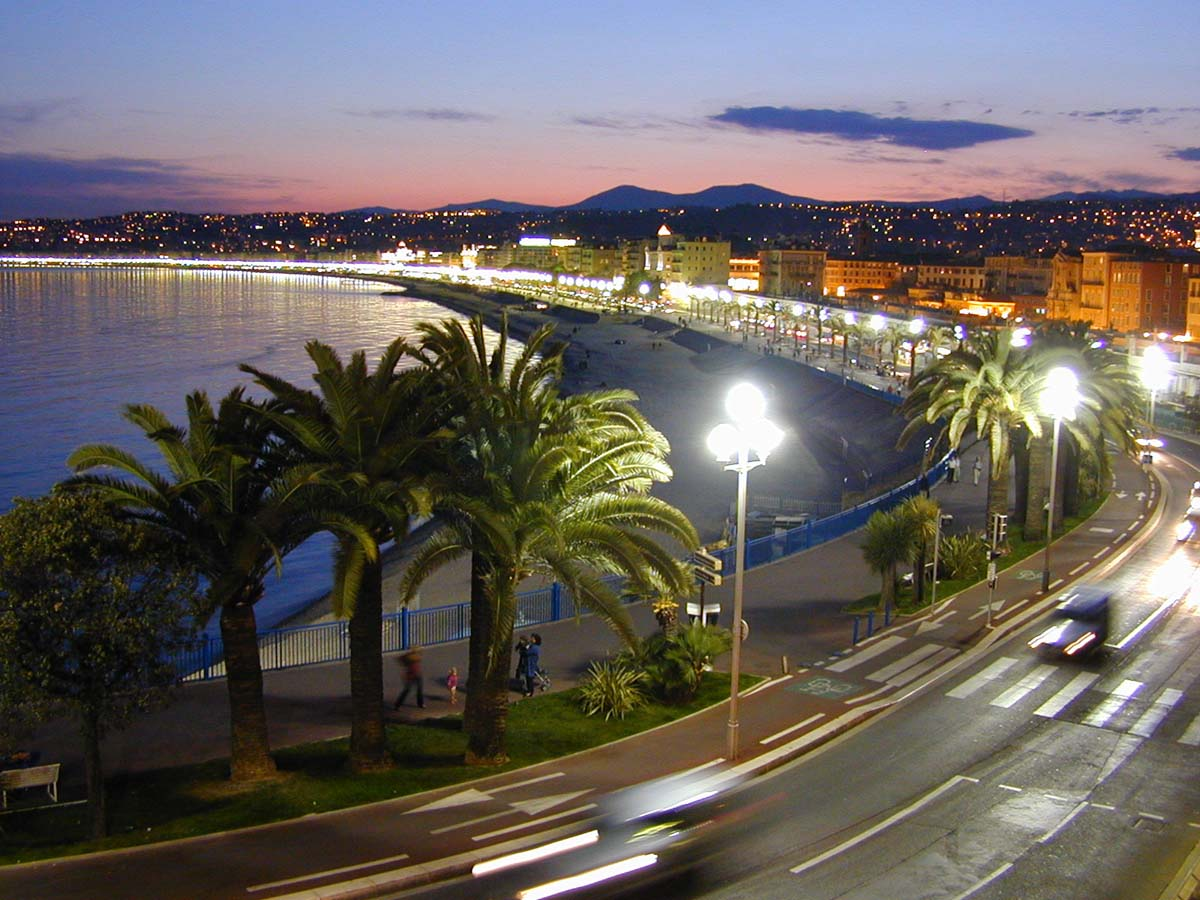
Nizza
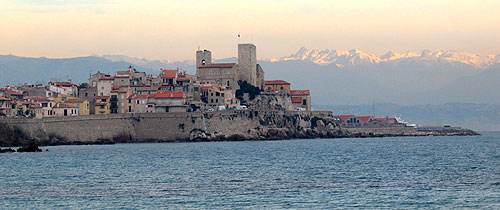
Antibes
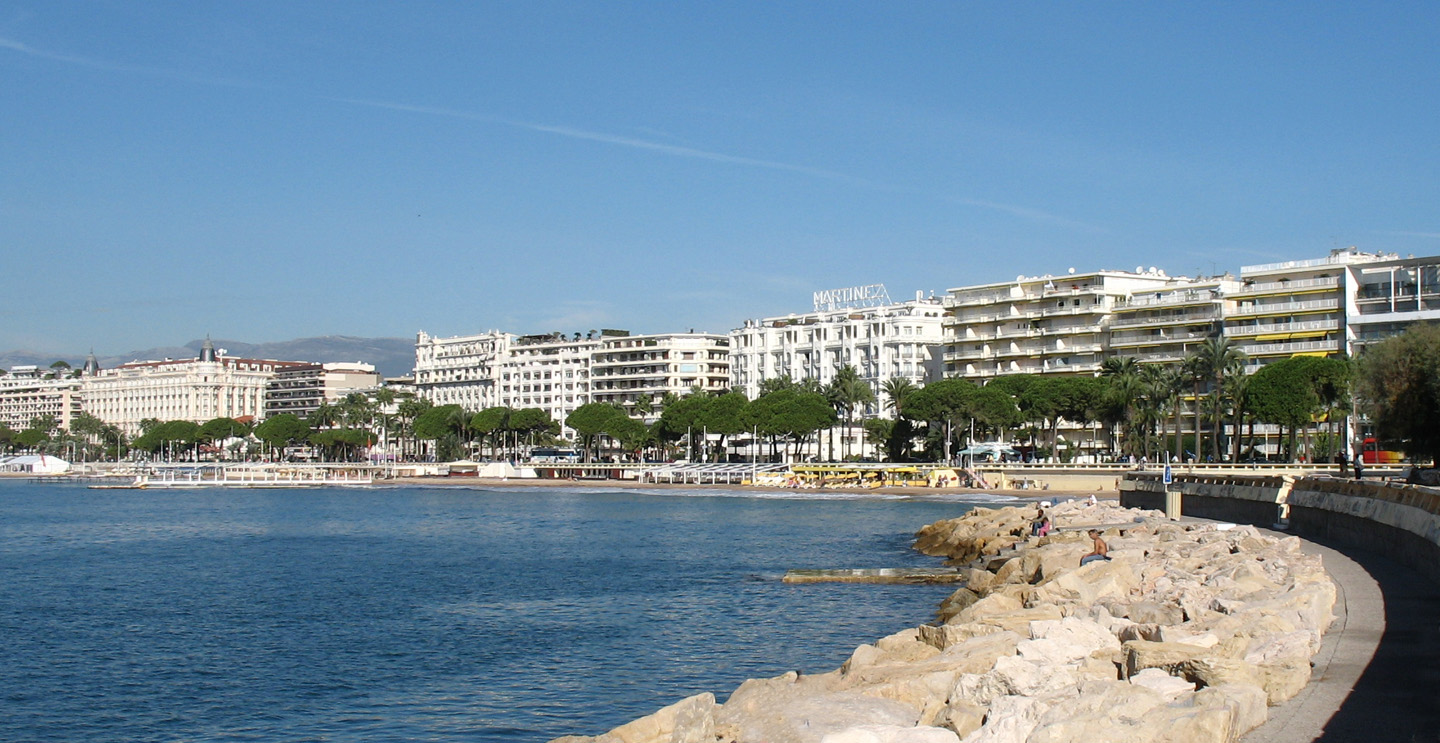
Cannes
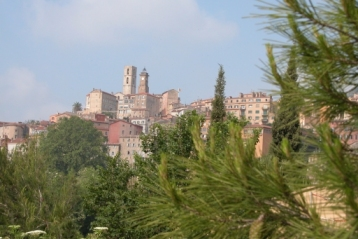
Grasse